# Budki (Chełmica Mała)
Budki – część wsi Chełmica Mała w Polsce, położona w województwie kujawsko-pomorskim, w powiecie włocławskim, w gminie Fabianki.
W latach 1975–1998 Budki administracyjnie należały do województwa włocławskiego.